# Li (längdenhet)
Li (里; lǐ) är en traditionell kinesisk längdenhet. Definitionen på en li har varierat genom historien och standardiserades 1929 till 500 meter.
Historiskt har definitionen på en li varierat:
- Shangdynastin / Zhoudynastin, (ca 1600 f.Kr.–256 f.Kr.), 407 m[2]
- Qindynastin / Handynastin, (221 f.Kr–220), 415,8 m[2]
- Suidynastin / Tangdynastin, (581–907), 531 m[2]
- Mingdynastin / Qingdynastin, (1368–1911), 576 m[2]